# Cefadroksyl
Cefadroksyl,  (łac. Cefadroxilum) – antybiotyk o szerokim spektrum bakteriobójczym, półsyntetyczna cefalosporyna I generacji.
Stosowany w zakażeniach górnych i dolnych dróg oddechowych, zwłaszcza gardła i migdałków spowodowanych przez paciorkowce. Zakażenia układu moczowego, zakażenia skóry wywołane przez gronkowce i (lub) paciorkowce. Mechanizm jego działania polega na blokowaniu biosyntezy ściany komórkowej bakterii.

## Reakcje niepożądane
- nudności, wymioty, biegunka (rzadko),
- reakcje alergiczne: wysypka, eozynofilia,
- nadkażenia przy długotrwałej terapii[3].

## Przeciwwskazania
- alergia na cefalosporyny,
- ciąża i okres karmienia piersią[3].

## Preparaty handlowe
- Biodroxil
- Duracef
- Droxef
- Tadroxil